# Arkitektur live
|  | Denne artikel er oprettet af botten Steenthbot ud fra en ekstern database. Den kan derfor have sproglige fejl eller mangler. Denne skabelon kan fjernes efter kontrol af indholdet. |

Arkitektur live er en dansk dokumentarfilm fra 2011 instrueret af Ole Stenum.

## Handling
Hvad får en montør, der kører forbi en nyopført fabrik til at køre ind og søge arbejde alene pga udformningen..? Arkitektur Opleves gennem mennesker i det. Et teater, En fabrik, en skole.